# Polly Hemingway
Polly Hemingway (født 4. december 1946, Bradford West Yorkshire) er en engelsk skuespiller, bl.a. kendt for sine roller i Airline (1982), Wallander (2008) og Ain’t Misbehavin (1994). Hun blev uddannet på Royal Academy of Dramatic Art i 1970. Polly Hemingway blev i 1977 gift med skuespilleren Roy Marsden, som hun har to børn med, og skilt i 1990’erne.

## Film og tv

### Film
- 2018 - Peterloo – som kvinde der genkender Yeoman
- 2014 - Set Fire to the Stars – Miss Missy 1
- 2008 - She Stoops to Conquer – Mrs. Hardcastle
- 2004 - Pretending to Be Judith – Hugos mor
- 2000 - Little Bird - Jean Holland
- 1998 - Stormfulde højder (Wuthering Heights) - Nelly Dean
- 1996 - The Bare Necessities - Cynthia
- 1994 - Fair Game – Carls mor
- 1983 - Pride of our Alley : Gracie Fields
- 1972 - Buggins' Ermine – Susan

### Tv-serier
- 2015 - Skadestuen i Holby - Lizzie Johns
- 2012-2015 - Kriminalinspektør Banks - Ida Banks
- 2012 - Lægerne - Anne McAllistair
- 2008-2010 - Wallander - Gertrude
- 1995- 2009 - Små og store synder - Beryl Pyke / Rosie Tinniswood / Sandra Hutton
- 1974-2007 - Emmerdale - Catherine Simmons
- 2007 - The Afternoon Play - Gran
- 2001 - 2006 : Kriminalkommissær Barnaby (Midsomer Murders) - Bubbles Stockard / Carol Hatchard
- 2005 - Fingersmith – Mrs. Stiles
- 2002 - Måske skyldig (Trial & Retribution) – Mrs. Flo Cartwright
- 1988-2001 - Skadestuen i Holby - Jenny Petersen / Jess Gillan
- 2000 - Where the Heart Is - April Walus
- 1996-1999 - Lov og uorden - Anthea Grimes / Odette Lawson / Peggy Rice
- 1998 - Dalziel and Pascoe - May Farr
- 1997 - The Locksmith - Lesley Bygrave
- 1997 - Peak Practice - Nancy Fairburn
- 1996 - Hetty på Sporet (Hetty Wainthropp Investigates) - Brenda Makepeace
- 1996 - Goodnight Sweetheart - Beryl Formby
- 1995 - Cracker - Denise Fletcher
- 1994-1995 : Ain't Misbehavin - Ramona Whales
- 1994 - Against All Odds - Christine Cheatle
- 1992-1993 - Maigret - Madame Ramuel
- 1992 - Screen One - Ewa
- 1991 - Specials - Noreen Loach
- 1990 - The Play on One – Sygeplejersken Nimmo
- 1984 - The Odd Job Man - Nancy
- 1984 - Miracles Take Longer - Paula Sheardon
- 1982 - Airline - Jennie Shaw
- 1980 - BBC2 Playhouse - Lægen
- 1980 - Armchair Thriller : Helen
- 1979-1980 - The Mallens - Aggie Moorhead
- 1973 - Play for Today - Ann
- 1972 - ITV Playhouse - Susan